# イグナシオ・ソーサ
- イグナシオ・ソサ

イグナシオ・ソーサ・オスピタル（Ignacio Sosa Ospital, 2003年8月31日 - ）は、ウルグアイ・モンテビデオ県モンテビデオ出身のサッカー選手。カンペオナート・ウルグアージョ・CAペニャロール所属。ポジションはMF。

## クラブ経歴
2021年にCAフェニックスのトップチームに昇格。7月2日の国内リーグのセロ・ラルゴFC戦に先発で起用され、プロデビュー。翌2022年シーズンには先発に定着し、6月18日のリベルプールFC戦ではプロ初ゴールを記録。2023年7月には、3年契約でCAペニャロールに移籍した。

## 代表経歴
2023年に南米ユース選手権にU-20ウルグアイ代表に昇格され、準優勝。更に同年アルゼンチンで開催された2023 FIFA U-20ワールドカップでは優勝を経験した。